# Telengiti
Telengiti ili Telengati su turkijski narod primarno naseljen u Altajskoj Republici, Rusija. Telengiti pre svega žive na teritoriji Koš-Agačkog rejona u Altajskoj republici. Oni su deo veće kulturološke grupe južnog Altaja, koja takođe uključuje: Altajce (Altaj-Kiži), Telengate i Tolose.

## Pozadina
Postoji veliki broj grupa koje živi u altajskom regionu i često je jako teško razlikovati ih. Pripadnost grupacijama formiranim po teritorijalnom principu je fluidna. Telengiti (ili Telengati) žive duž reke Čuja na zapadu Altaja i sebe nazivaju Čuji-Kiži (Čuja narod). Ponekad se mešaju sa drugim grupama koje žive oko reke. Zbog ovog mešanja je jako teško ustanoviti granice i razlikovati individualne grupe. Nema jasnih granica između individualnih podgrupa naroda Altaja, već se odvajanje vrši na osnovu teritorije koju ovi narodi zauzumaju. Ovo neizbežno proizvodi mnogo problema u entografskoj klasifikaciji naroda. Politički poglavari ulaganske regije su prvi naznačili da Telengiti moraju biti priznati kao posebna starosedelačka etnička grupa po zakonima Rusije. Pre ovoga je bilo konfuzije jer su Telengiti pripadali Altajcima. Čak i posle klasifikacije Telengita kao zasebnog naroda, još uvek ima neslaganja oko podgrupa koje pripadaju Telengitima.
Godine 2000, Telengiti su označeni kao „malobrojni starosedeoci Ruske Federacije na ruskim i sovjetskim popisima”.
Oni su 2002. godine priznati kao zasebna kategorija i na tadašnjem popisu se izjasnilo 2.398 Telengita. Međutim, ovaj broj ne mora biti tačan, jer se nekih 8.000—9.000 Telengita izjasnilo Altajcima zbog konteksta popisnih pitanja.
Dve godine kasnije, osnovana je NVO "Razvoj naroda Telengita". Grupa aktivno učestvuje u lokalnom političkom okruženju i zalaže se za prava Telengita vezanih za posedovanje zemlje.

## Veze sa zemljom
Altajci i Telengiti osećaju povezanost sa zemljom na kojoj žive. Oni su od malena naučeni da poštuju svoju domovinu i smatraju je svetom. Telengiti veruju da ako Altajac napusti Altaj, on ili ona će zbog tog postupka da se razboli i umre. Ovo nije usled vezanosti ili emotivne zavisnosti, već fizičkog odvajanja. Pošto provedu neko vreme na određenom mestu, oni se sjedinjuju sa teritorijom i postaju jedno. Zbog toga je smrt neizbežna od trenutka odvajanja Altajca od svoje domovine.

## Spoljašnje veze
- United Nations University digital video (2009) "Rediscovering Altai's human-nature relationships - Russia": a Telengit community leader and shaman from the Russian Altai’s high altitude Kosh Agach Raion traversing Altai’s sacred lands Accessed 6 September 2017